# Hormony peptydowe
Hormony peptydowe, hormony białkowe (hormony polipeptydowe) – grupa organicznych związków chemicznych, hormonów o budowie peptydowej. Jeżeli dany hormon składa się z kilku lub kilkunastu aminokwasów, wówczas określa się go jako peptydowy. Hormony zbudowane z kilkudziesięciu aminokwasów są natomiast nazywane polipeptydowymi lub białkowymi.
Do tej grupy należą hormony wydzielane przez tylny płat przysadki mózgowej: oksytocyna (pobudzająca skurcze macicy oraz gruczoły mleczne) i wazopresyna (regulująca wydalanie wody przez nerki). Następne to: insulina (wytwarzana przez trzustkę i wpływająca na obniżenie poziomu cukru we krwi), hormon adrenokortykotropowy (ACTH, wytwarzana przez przedni płat przysadki mózgowej i pobudzająca wzrost kory nadnercza i wydzielanie kortykosterydów), sekretyna (hormon tkankowy pobudzający trzustkę do produkcji soku trawiennego wytwarzana w przewodzie pokarmowym), angiotensyna (hormon tkankowy regulujący ciśnienie krwi i skurcze mięśni gładkich). Hormonem peptydowym jest też glukagon.